# 이달곤
이달곤(李達坤, 1953년 9월 11일~)은 대한민국의 관료, 정치인으로, 제2대 행정안전부 장관이다. 제18·21대 국회의원을 지냈다.
하버드 케네디 스쿨에서 정책학 박사 학위를 취득했다. 2008년 제18대 총선에서 제18대 국회의원를 지냈고, 2009년 이명박 정부에서 행정안전부 장관에 재임하였다.
2012년 2월 청와대 정무수석에 임명되었다.
2020년 제18대 총선에서 제21대 국회의원을 지냈다. 2024년 이달곤 전 행안부 장관은 동반위 신임 위원장 선임되었다.

## 학력
- 1972년 동아고등학교 졸업
- 1978년 서울대학교 공업교육학 학사
- 1981년 서울대학교 행정대학원 행정학 석사
- 1993년 하버드 케네디 스쿨 정책학 박사

## 경력
- 일본 와세다대학 방문교수
- 미국 일리노이스 대학교 연구교수
- 1985년~1987년: 미국 하버드대학교 옌칭학자
- 1987년~1988년: 미국 하버드대학교 EEPC Research Associate
- 1989년~1994년: 21세기위원원회 위원, 간사
- 1990년~1994년: 국가공기업 평가단 평가위원
- 1991년~1993년: 국방부 정책자문위원
- 1993년: 한국정치학회 상임이사
- 1994년: 한국정책학회 총무위원장
- 1995년: 한국행정학회 연구위원장
- 1995년~1996년: 서울특별시 분쟁조정위원회 위원, 내무부 정책자문위원, 국가전문행정연수원 지도교수
- 1998년~2000년: 경찰개혁위원회 위원
- 1998년: 4대 사회보험통합추진기획단 위원
- 1998년~2000년: 한국지방행정연구원 원장
- 1999년~2000년: 국무총리실 정책평가위원회 위원
- 1999년~2003년: 중앙권한의 지방이양추진위원회 위원
- 2000년: 한국협상학회 회장
- 2004년~2008년: 국무총리소속 행정협의조정위원회 위원
- 2005년~2007년: 태권도협회 이사
- 2005년~2006년: 서울대학교 행정대학원 원장, 국무총리실 정책평가위원회 위원
- 2005년~2008년: 공공기술연구회 이사
- 2006년~2007년: 자연보호중앙연맹 상임이사
- 2007년: 중앙공무원교육원 겸임교수, 한국행정학회 회장
- 2007년 12월~2008년 2월: 제17대 대통령직인수위원회 법무행정분과 위원
- 2008년 4월 9일: 대한민국 제18대 국회의원 선거 당선(비례대표, 한나라당, 초선)
- 2009년 2월~2010년 3월: 제2대 행정안전부 장관
- 2010년 5월~2010년 6월: 제5회 전국동시지방선거 경상남도지사 한나라당 후보
- 2011년 1월: 제9대 서울시정개발연구원 이사장
- 지방행정체제개편추진위원회 민간위원
- 2011년 3월: 경원대학교 행정학과 석좌교수
- 하이닉스 사외이사
- 2012년 2월~2013년 2월: 대통령비서실 정무수석비서관
- 2012년: 가천대학교 법과대학 교수
- ~2018년: 창원세계사격선수권대회 조직위원회 위원장
- 2019년 3월: 서울대학교 행정대학원 명예교수
- 가천대학교 법과대학 석좌교수
- 2020년 4월 15일: 대한민국 제21대 국회의원 선거 당선(경남 창원시 진해구, 미래통합당, 재선)
- 2020년 5월~2020년 9월: 미래통합당 정책위원회 부의장
- 2020년 5월~2020년 9월: 미래통합당 경상남도당 창원시 진해구 당원협의회 위원장
- 2020년 8월~2020년 9월: 미래통합당 코로나19 대책특별위원회 위원
- 2020년 9월~2021년 6월: 국민의힘 정책위원회 부의장
- 2020년 9월~2024년 1월: 국민의힘 경상남도당 창원시 진해구 당원협의회 위원장
- 2020년 9월: 국민의힘 코로나19 대책특별위원회 위원
- 2020년 9월: 국민의힘 호남 동행 국회의원 발대식 명예의원(전라남도 진도군)
- 2020년 10월: 국민의힘 약자와의 동행 위원회 정책동행분과 위원
- 2020년 12월~2021년 3월: 국민의힘 4.7 재보궐선거 공약개발단 기획조정단 부단장
- 2020년 12월~2021년 3월: 국민의힘 2021년 재보궐선거 공약개발단 공통공약 개발단 미래교육팀 위원장
- 2021년 7월~2022년 7월: 국민의힘 경상남도당 위원장
- 2021년 9월~2022년 7월: 국민의힘 경상남도당 당원자격심사위원장
- 2021년 12월: 국민의힘 지역균형발전특별위원회 위원장
- 2021년 12월~2022년 1월: 국민의힘 살리는 선거대책위원회 중앙선대위 산하 위원회 자치분권균형발전위원장
- 2021년 12월~2022년 1월: 제20대 대통령 선거 국민의힘 경남을 살리는 선거대책위원회 선거대책위원장단 총괄선거대책위원장
- 2022년 3월~2022년 5월: 국민의힘 경상남도당 제8회 전국동시지방선거 공천관리위원회 위원장
- 2022년 11월~2023년 4월: 국민의힘 대외협력위원장
- 2023년 6월~: 국민의힘 전국위원회 부의장
- 2023년 6월~2024년 4월: 국민의힘 학교교육 및 대학입시 정상화 특별위원회 위원장
- 2023년 10월~2024년 4월: 국민의힘 정책위원회 정책조정위원회 제2정조위원장(농해·산자·국토위 분야)
- 2024년 3월~2024년 4월: 국민의힘 제22대 국회의원 선거「국민 희망의 길」 경남선거대책위원회 상임고문
- 2024년 9월~ 제7대 동반성장위원회 위원장

### 의정 활동
- 2008년 5월 30일~2009년 2월 3일: 제18대 국회의원(비례대표, 한나라당, 초선)
  - 2008. 8.~2009. 2. 제18대 국회 전반기 지식경제위원회 위원
  - 2008. 8.~2009. 2. 제18대 국회 전반기 윤리특별위원회 위원
- 2020년 5월 30일~2024년 5월 29일: 제21대 국회의원(경남 창원시 진해구, 미래통합당→국민의힘, 재선)
  - 2020. 7.~2021. 9. 제21대 국회 전반기 문화체육관광위원회 간사
  - 2020. 7.~2024. 5. 국가재조포럼 구성의원
  - 2020. 9.~2021. 9. 제21대 국회 전반기 문화체육관광위원회 청원심사소위원회 위원장
  - 2020. 9.~2021. 9. 제21대 국회 전반기 문화체육관광위원회 문화예술법안심사소위원회 위원
  - 2020. 9.~2021. 9. 제21대 국회 전반기 문화체육관광위원회 예산결산심사소위원회 위원
  - 2021. 9.~2022. 5. 제21대 국회 전반기 보건복지위원회 위원
  - 2022. 7.~2023. 4. 제21대 국회 후반기 농림축산식품해양수산위원회 위원
    - 제21대 국회 후반기 농림축산식품해양수산위원회 해양수산법안심사소위원회 위원
    - 제21대 국회 후반기 농림축산식품해양수산위원회 예산결산심사소위원회 위원장
    - 제21대 국회 후반기 농림축산식품해양수산위원회 청원심사소위원회 위원

  - 2023. 2.~2024. 5. 제21대 국회 인구위기 특별위원회 간사
  - 2023. 4.~2024. 5. 제21대 국회 후반기 농림축산식품해양수산위원회 간사
    - 제21대 국회 후반기 농림축산식품해양수산위원회 해양수산법안심사소위원회 위원장
    - 제21대 국회 후반기 농림축산식품해양수산위원회 청원심사소위원회 위원

  - 2023. 6.~2024. 5. 제21대 국회 후반기 예산결산특별위원회 위원
    - 제21대 국회 후반기 예산결산특별위원회 결산심사소위원회 위원
    - 제21대 국회 후반기 예산결산특별위원회 예산안등조정소위원회 위원

## 역대 선거 결과
|  | 37.48% |

|  | 46.49% |

|  | 50.22% |

## 소속 정당
| 소속 정당 | 소속 정당  | 소속 기간 | 비고           |
| --------- | ---------- | --------- | -------------- |
|           | 한나라당   | 2007~2012 | 정계 입문      |
|           | 새누리당   | 2012      | 당명 변경      |
|           | 무소속     | 2012~2020 | 탈당 정계 은퇴 |
|           | 미래통합당 | 2020      | 복당 정계 복귀 |
|           | 국민의힘   | 2020~현재 | 당명 변경      |

## 같이 보기
- 대한민국 제18대 국회의원 선거 한나라당 후보 목록#비례대표
- 창원시 진해구 (선거구)
- 창원시 진해구의 국회의원
- 대한민국의 행정안전부 장관
- 대한민국의 대통령비서실 수석비서관